# Chełmská země
Chełmská země (polsky Ziemia chełmska, ukrajinsky Холмщина nebo Забузька Русь) je historické území ve východní části Polska okolo města Chełm. Jako administrativní jednotka Republiky obou národů měřila 9 939 km² a zasahovala i na území současné Ukrajiny a Běloruska.

## Historie
Oblast byla součástí Haličsko-volyňského knížectví, v roce 1340 ji získali Poláci jako údělné knížectví, v letech 1378–1387 ji ovládal uherský král Ludvík I. Veliký, pak patřila opět Polsku jako severní exkláva Ruského vojvodství s jistou mírou samosprávy (od roku 1454 úřad kastelána).

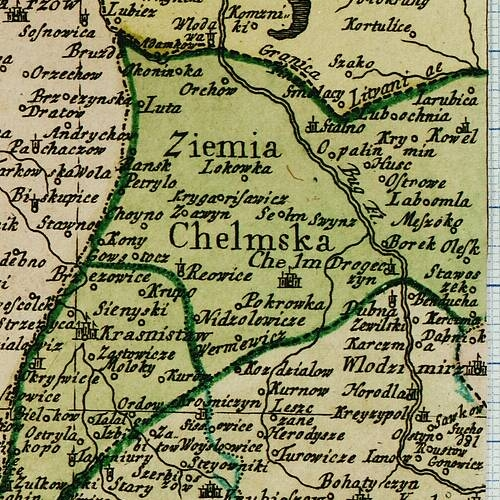
Na mapě z roku 1788

Během Dělení Polska připadla jižní část Habsburské monarchii a sever Ruskému impériu. Po Vídeňském kongresu ovládli Rusové celé území a nastala intenzivní rusifikace, v roce 1875 byla chełmská diecéze zrušena a obyvatelé byli donuceni přestoupit k pravoslaví. V roce 1912 bylo území odtrženo od Poviselského kraje a vytvořena chełmská gubernie. V roce 1916 zorganizovaly okupační německé a rakousko-uherské úřady sčítání lidu, které ukazuje, že Poláci tvořili 72,6 % obyvatel Chełmské země, Ukrajinci 19,4 %, Židé 7,1 % a ostatní 0,9 %. Území bylo součástí Druhé Polská republiky a zdejší obyvatelé byli nuceni stát se katolíky. 
Za druhé světové války němečtí okupanti podporovali nacionalistické hnutí místních Ukrajinců, které vedl Volodymyr Kubijovyč, v oblasti docházelo ke krvavým etnickým čistkám. 
Roku 1945 byla polsko-sovětská hranice stanovena na řece Západní Bug a došlo k rozsáhlé výměně obyvatelstva: část Ukrajinců odešla do SSSR a na jejich místo přišli Poláci z Kresů. 
V roce 1947 proběhla Operace Visla, během níž byla většina zbývajících Ukrajinců z Chełmské země přesídlena na západ Polska. Od té doby je Chełmská země regionem téměř ze 100% osídleným Poláky.

## Obyvatelstvo
Většinu tvořili Poláci, převážně římští katolíci (někdy pravoslavní), menší počet Ukrajinců byli řeckokatoličtí (od roku 1875 hlavně pravoslavní). Početnou menšinou byli Židé.